# Malý Jugan
Malý Jugan (rusky Малый Юган) je řeka v Chantymansijském autonomním okruhu v Ťumeňské oblasti v Rusku. Je dlouhá 521 km. Plocha povodí měří 10 200 km².

## Průběh toku
Protéká přes Vasjuganskou rovinu ve velmi členitém korytě. Ústí zprava do Velkého Juganu (povodí Obu) na 121 říčním kilometru.

## Vodní režim
Zdrojem vody jsou převážně sněhové srážky. Od května do července je protáhlé období, kdy je zvýšený stav vody a v září a říjnu dochází k povodních, které způsobují deště. Průměrný roční průtok vody ve vzdálenosti 166 km od ústí činí přibližně 60 m³/s. Zamrzá v říjnu a rozmrzá na konci dubna až v květnu.